# Jaskinia Burrowsa
Jaskinia Burrowsa (ang. Burrows Cave) – rzekoma jaskinia znajdująca się w południowo-wschodniej części amerykańskiego stanu Illinois, mająca zawierać artefakty świadczące o istnieniu w starożytności kontaktów transatlantyckich pomiędzy światem śródziemnomorskim a kontynentem amerykańskim. Przez większość badaczy uznawana jest za archeologiczną mistyfikację.
Jaskinia miała zostać odkryta przypadkowo w 1982 roku przez grotołaza Russella Burrowsa podczas wyprawy terenowej. W bliżej nieznanym miejscu Burrows wpadł jakoby do rozpadliny w ziemi, gdzie odkrył grotę z wyrytymi na ścianach wizerunkami ludzkimi przypominającymi mieszkańców Starego Świata, kilka pochówków oraz olbrzymią kamienną trumnę ze szkieletem mężczyzny. Z wnętrza jaskini miał wydobyć skarbiec liczący około 4 tysięcy przedmiotów, m.in. brązową broń i złote tabliczki pokryte pismem podobnym do tych używanych w starożytności w basenie Morza Śródziemnego. Znalezisko zyskało sobie uznanie wśród zwolenników poglądu o istnieniu żeglugi transatlantyckiej w starożytności; zdaniem części z nich należy je wiązać z rzekomymi egipskimi uciekinierami, którzy odpłynęli na zachód po podboju Egiptu przez Oktawiana.
Znaleziska Burrowsa od początku budziły poważne zastrzeżenia wśród badaczy. Rzekomy odkrywca nie posiada żadnego wykształcenia z zakresu archeologii czy językoznawstwa, nigdy także nie wyjawił publicznie, gdzie rzeczona jaskinia miałaby się dokładnie znajdować i odmówił udostępnienia jej niezależnym badaczom. Znaleziska pozbawione są jakiegokolwiek kontekstu archeologicznego, w okolicy nie znaleziono żadnych śladów osadnictwa ludności ze Starego Świata, mogącej mieć związek z jaskinią. Wątpliwe są rzekome napisy na artefaktach, stanowiące mieszankę kilku języków używanych w różnych okresach historycznych, oraz domniemany sposób dotarcia przybyłych drogą morską osadników ze Starego Świata do południowo-wschodniego Illinois. Kontrowersje wzbudziło także postępowanie Burrowsa z odkrytym przez siebie skarbem, który zamiast zostać przekazany do analizy fachowcom, został rozprzedany prywatnym kolekcjonerom i częściowo przetopiony.